# Hippolyte Piozin
Hippolyte Piozin, né le 19 décembre 1913 à La Tronche et mort le 22 juillet 1994 à Bordeaux, est un militaire, résistant et fonctionnaire français, Compagnon de la Libération. 

## Biographie

### Jeunesse et formation
Hippolyte Piozin naît le 19 décembre 1913 à La Tronche en Isère,. Son père, soldat au 140e régiment d'infanterie, meurt pour la France le 25 décembre 1914 alors que le petit Hippolyte n'a qu'un an,. Reconnu pupille de la Nation, il étudie au Prytanée national militaire de La Flèche avant d'intégrer, en 1934, l'École spéciale militaire de Saint-Cyr dans la promotion Alexandre Ier où il côtoie entre autres Jean Bulle et le futur général de Galbert. Envoyé en Afrique en avril 1937, il est affecté au Bataillon de tirailleurs sénégalais de l'Afrique-Équatoriale française au Moyen-Congo. Il est promu lieutenant en octobre 1938 avant d'être muté au Bataillon du Moyen-Congo en juillet 1939.

### Seconde Guerre mondiale
Toujours en poste en Afrique au moment de la bataille de France, il décide de s'engager dans les forces françaises libres au moment du ralliement du Congo à la France libre le 28 août 1940. Affecté au Bataillon du Pool, il combat au Soudan anglo-égyptien avant d'être muté au Bataillon de marche no 5 (BM5). Après avoir été promu capitaine en mars 1942, il est engagé dans la guerre du désert et participe à la seconde bataille d'El Alamein. Lors de la campagne de Tunisie au printemps 1943, il se distingue lors de la bataille de Takrouna en prenant d'assaut une position fortifiée ennemie malgré une blessure par éclats de grenade,. Il prend ensuite part à la campagne d'Italie d'avril à juillet 1944, puis au débarquement de Provence en août suivant. Après la bataille de Toulon, il participe à la libération de la France jusqu'à la bataille d'Alsace où, malgré des problèmes de santé, il refuse de se faire évacuer et mène sa compagnie lors de l'assaut de la forêt de l'Illwald le 23 janvier 1945. Le BM5, subordonné à la 1re division française libre, part ensuite participer aux opérations dans les Alpes. Après avoir combattu sur le massif de l'Authion, Hippolyte Piozin s'empare de Vintimille puis stationne à Golfe-Juan où il est légèrement blessé par un éclat de mortier le jour de la capitulation allemande.

### Après-Guerre
Hippolyte Piozin reste dans l'armée jusqu'en 1946 puis intègre l'administration coloniale. Affecté au Niger, il est adjoint au chef du cercle de Niamey avant d'être promu chef de la subdivision de Tessaoua. Il est ensuite muté au Soudan français où il est chef de la subdivision de Koulikoro de 1949 à 1950. Quittant ensuite l'administration, il revient en France et devient exploitant agricole dans le Médoc. 
Hippolyte Piozin meurt le 22 juillet 1994 à Bordeaux où il est incinéré.

## Décorations
|  |  |  |  |  |  |
|  |  |  |  |  |  |

| Officier de la Légion d'Honneur     | Officier de la Légion d'Honneur     | Officier de la Légion d'Honneur     | Compagnon de la Libération Par décret du 2 juin 1943 | Compagnon de la Libération Par décret du 2 juin 1943 | Compagnon de la Libération Par décret du 2 juin 1943 | Croix de guerre 1939-1945              | Croix de guerre 1939-1945              | Croix de guerre 1939-1945              |                                        |                                        |                                        |
| Médaille de la Résistance française | Médaille de la Résistance française | Médaille de la Résistance française | Médaille de la Résistance française                  | Médaille de la Résistance française                  | Médaille de la Résistance française                  | Médaille coloniale Avec agrafe "Libye" | Médaille coloniale Avec agrafe "Libye" | Médaille coloniale Avec agrafe "Libye" | Médaille coloniale Avec agrafe "Libye" | Médaille coloniale Avec agrafe "Libye" | Médaille coloniale Avec agrafe "Libye" |